# Médaille Kainz
La médaille Josef Kainz est une récompense instituée en 1958 à l'occasion du 100e anniversaire de naissance de l'acteur autrichien Josef Kainz. Le prix est offert par la ville de Vienne. 
Ce prix a été remis chaque année jusqu'en 1999 aux acteurs, metteurs en scène et scénographes/décorateurs. Avec l'anneau Nestroy (de) (Johann-Nestroy-Ring) et l'anneau de Raimund, elle est intégrée en 2000 au prix du théâtre Nestroy nouvellement créé et qui est décerné annuellement.   

## Années 1950
1958 :   
Albach-Retty Rosa - Une dame étrange (Mme Edna Savage) - Akademietheater
Günther Haenel - Éclipse solaire (Rubashow) - Volkstheater
Leopold Lindtberg - Weh die der lies (metteur en scène) - Burgtheater
1959 : 
Alma Seidler - Die Medaillen einer alten Dame (Mme Dowey) - Burgtheater
Attila Hörbiger - Fast ein Poet (Cornelius Melody) - Burgtheater
Kurt Horwitz - Le Misanthrope (metteur en scène) - Volkstheater

## Années 1960
1960 :  
Paula Wessely - Anatol (Gabriele) - Akademietheater
Anton Edthofer - Der verborgene Strom (Daniel Monnerie) - Theater in der Josefstadt
Ernst Lothar - Das weite Land (metteur en scène) - Akademietheater
1961 : 
Heidemarie Hatheyer - La toison d'or (Medea) - Burgtheater
Hans Moser - La peur de l'enfer (Flickenschuster Pfriem) - Theater in der Josefstadt
Josef Gielen - Was ihr wollt (metteur en scène) - Burgtheater.
1962 : 
Helene Thimig - C'est comme ça - c'est ça ? (Signora Frola) - Théâtre in der Josefstadt
Ernst Deutsch - Nathan der Weise (Nathan) - Burgtheater
Leon Epp - L'idiot, Frank der Fünfte et Andorra (direction) - Volkstheater
1963 :  
Dorothea Neff - Mère Courage et ses enfants (Mère Courage) et Musique (colonel Hühnerwadel)
Josef Meinrad - Liliom (Liliom) et Les physiciens (Ernst Heinrich Ernesti)
Heinrich Schnitzler - Die letzten Masken, Le temps des cerises et Train de nuit (direction) - Theater in der Josefstadt
1964 : 
Hilde Krahl
Hans Holt
Gustav Manker - Shakespeare Troilus and Cressida et Ferdinand Bruckner Les criminels (metteur en scène)
1965 : 
Kathe Gold - Les joyeuses épouses de Windsor (Mme Page) - Burgtheater
Léopold Rudolf - Système Fabrizzi (Antonio Fabrizzi) - Theater in der Josefstadt
Rudolf Steinböck - Nach dem Sündenfall (metteur en scène) - Burgtheater
1966 : 
Adrienne Gessner - Arsenic et vieilles dentelles (Abby Brewster) - Theater in der Josefstadt
Curd Jürgens - Juge à part entière (Bill Maitland) - Theater in der Josefstadt
Michael Kehlmann - Le dixième homme (metteur en scène) - Theater in der Josefstadt
1967 : 
Ursula Schult
Heinrich Schweiger
Fritz Kortner
1968 : 
Blanche Aubry
Ewald Balser
Otomar Krejča
1969 : 
Elfriede Ott
Helmut Qualtinger - Contes de la forêt viennoise (Roi magique) et Le talisman (Titus Feuerfuchs)
Hans Hollmann
Prix de parrainage : Brigitte Swoboda -  Magic Afternoon 

## Années 1970
1970 : 
Susanne von Almassy
Heinz Reincke
Conny Hannes Meyer
Zbynek Kolar
1971 : 
Erni Mangold
Hugo Gottschlich
Vaclav Hudecek
1972 : 
Vilma Degischer
Herbert Propst
Dieter Dorn
Maxi Chunko
Prix de parrainage pour le metteur en scène : Werner Prinz 
1973 :  
Judith Holzmeister
Michael Heltau
Erwin Axer
Georg Schmid
1974 :  
Gertraud Jesserer - Histoires des bois de Vienne (Marianne)
Paul Hoffmann
Hans Gratzer
Prix de parrainage : Peter Gruber, Therese Affolter
1975 :  
Christine Ostermayer
Norbert Kappen
Hermann Kutscher
Ezio Frigerio
1976 :  
Kitty Speiser
Johannes Schauer
Prix de promotion : Sonja Sutter
1977 : 
Annemarie Düringer
Heinz Moog
Peter Wood
Matthias Kralj
1978 : 
Erika Pluhar
Fritz Muliar - L'Opéra de quat'sous (Peachum)
Angelika Hurwicz
Bert Kistner
Prix de parrainage : Fritz Holy
1979 : 
Hortense Raky 
Joachim Bissmeier
Rolf Langenfass 
Prix de parrainage : Maria Bill

## Années 1980
1980 :  
Josefin Platt
Helmuth Lohner
Achim Benning - Sommergäste (metteur en scène)
Wolfgang Mai
1981 :  
Romuald Pekny
Elizabeth Orth
Erwin Piplits
Pantelis Dessyllas
1982 :  
Maria Bill
Benno Besson
Wilfried Baasner
Ezio Toffolutti
Prix de promotion : Helmut Wiesner, Ottwald John, Lena Iglisonis et Nika Brettschneider
1983 : 
Hilde Krahl
Peter Gruber
Herbert Kapplmüller
Prix de promotion : Ulrike Kaufmann, Hans Piesbergen
1984 : 
Günther Einbrodt
Gerhard Jax
Prix de promotion : Andrea Jaufer, Wolfgang Böck et Hubert Kramar
1985 : 
Franz Morak
Tatja Seibt
Yuri Lyubimov
Carlo Tommasi - Der Traum ein Leben (scénographie)
Prix de promotion : Beatrice Frey
1986 :  
Karlheinz Hackl
Susanne Lothar
Fritz Zecha
Matthias Krahlj
Prix de promotion : Otto Clemens - Michael Kramer (Arnold) - Theater in der Josefstadt
1987 :  
Gert Voss
Elisabeth Rath
Achim Freyer
Claus Peymann (non accepté)
Prix de parrainage : Klaus Fischer, Katharina Manker, Torsten Fischer et Sabina Kellner
1988 : 
Michael Degen
Angelica Domröse
George Tabori
Karl Ernst Herrmann
Prix de promotion : Stephan Bruckmeier et Vincenzo Baviera
1989 : 
Wolfgang Gasser
Ursula Höpfner
Peter Zadek
Wolfgang Bauer
aucun prix à un créateur de costumes ou de théâtre

## Années 1990
1990 :  
Ignaz Kirchner
Rosel Zech
Claus Peymann
Peter Pabst
Prix de promotion : Cornelia Lippert et Thomas Evertz
1991 :  
Martin Schwab
Birgit Doll
Cesare Lievi
Daniele Lievi (à titre posthume)
Prix de promotion : Kurt Palm et Katrin Thurm
1992 :  
Johann Adam Oest
Andrea Clausen
Thomas Langhoff - The Tower (metteur en scène)
aucun prix attribué à un créateur de costumes ou de théâtre
Prix de parrainage : Susanne Thomasberger
1993 :  
Hans-Michael Rehberg
Kirsten Dene
Hans Neuenfels
Hans Schavernoch
Récompense : Josef Hader
Prix de promotion : Ursula Hübner, Wolf Bachofner
1994 : 
Ulrich Mühe
Elisabeth Trissenaar
Ruth Berghaus
Erich Wonder
Prix de promotion : Dario Lindes
1995 : 
Anne Bennent - Yvonne, Princesse de Bourgogne (Yvonne) - Akademieatheater
Il n'y a pas de prix attribué pour le meilleur acteur.
Ariane Mnouchkine - Le Tartuffe (Directrice) - Wiener Festwochen & Théâtre du Soleil @ Museumsquartier
Peter Schulz - Zur schönen Aussicht (équipement) - Volkstheater
Prix de promotion I : Christian Banzhaf -  Strafmündig  (Ted Merschroth) - Theater der Jugend au Theater im Zentrum
Förderungspreis II : Theresa Hübchen - Arcadia (Thomasina Coverly) - Théâtre in der Josefstadt
Förderpreis III : Karin Henkel - Chasse aux sorcières et Die Ausgesperrten (les deux metteur en scènes) - Akademietheater et Vestibül du Burgtheater
Prix de parrainage IV : Philippe Arlaud - Angels in America et Aux yeux d'un étranger (chaque décor) - Schauspielhaus
1996 : 
Angela Winkler - Le verger de cerisiers (Lyubov Andreyevna Ryevskaya) - Théâtre de l'Académie
Josef Bierbichler - Le cerisier (Jermolai Alexeyevich) - Akademietheater
Peter Zadek - The Cherry Orchard (metteur en scène) - Akademietheater
Philippe Arlaud - Quai West (metteur en scène de la scénographie et de l'éclairage) - Schauspielhaus
Prix de promotion I : Sebastian Blomberg - (Performance globale de l'acteur) - Schauspielhaus
Récompense II : Gabriela Hütter - La mer et les vagues de l'amour (héros) et La fantaisie liée (Fantaisie poétique) - Théâtre Gruppe 80
Förderpreis III : Stefan Bachmann - Skizzenbuch (metteur en scène) - Schauspielhaus
Förderpreis IV : Christoph Speich - Tu devrais me donner des petits-enfants (scénographie) - Schauspielhaus
1997 : 
Andrea Eckert - Cours de maître - Maria Callas (Maria) - Volkstheater
Sieghardt Rupp - L'affaire Furtwängler (Wilhelm Furtwängler) - Rabenhof
Helmut Wiesner - À propos des villages (metteur en scène) - Theater Gruppe 80
Ulrike Kaufmann - Xanadu (équipement) - Odéon
Prix de parrainage I : Christoph Müller - Dysmorphomania (G., géologue) - Schauspielhaus
Förderungspreis II : Franziska Sztavjanik - Le sentier solitaire (Johanna) - Volkstheater
Förderpreis III : Christian Stückl - Dysmorphomanie (metteur en scène) - Schauspielhaus
Prix IV : Christian Sedelmayer - Dysmorphomania (équipement) - Schauspielhaus
1998 : 
Dörte Lyssewski - Scènes d'un mariage (Marianne) et Le semblable (Magda / Odile) - Akademietheater et Theater in der Josefstadt
Nicholas Ofczarek - Krähwinkelfreiheit (Eberhard Ultra) - Burgtheater
Einar Schleef - Une pièce de sport (metteur en scène) - Burgtheater
Bert Neumann - Krähwinkelfreiheit (équipement) - Burgtheater
Förderungspreis I : Wolfram Rupperti - (Performance d'ensemble de l'acteur) - Schauspielhaus
Prix II : Meriam Abbas - Faust (Gretchen) et L'illusion (Malibea, Isabelle & Hippolyta) - Schauspielhaus
Förderpreis III : Philip Tiedemann - Public abuse (metteur en scène) - Akademietheater
Prix IV : John Lloyd Davies - Popcourn (design d'intérieur) - Rabenhof
1999 : 
Maria Happel - Les Aborigènes (Irmi) et Minna von Barnhelm (Franziska) - Académie et Burgtheater
Robert Meyer - (Performance d'ensemble de l'acteur) - Burg and Akademietheater
Klaus Fischer - Die Schwärmer (metteur en scène) - Theater Gruppe 80
Maria-Elena Amos - Les indigènes (équipement)
Prix de promotion I : Rupert Henning - L'Ouest solitaire (Valene Connor) - Théâtre Drachengasse
Förderungspreis II : Claudia Sabitzer - (Performance d'ensemble de l'acteur) - Schauspielhaus
Förderpreis III : Stephanie Mohr - Knives in Hens (metteur en scène) - Volkstheater, Am Plafon
Förderpreis IV : Étienne Plüss - Claus Peymann achète un pantalon et dîne avec moi  (décoration intérieure) - Akademietheater